# Paracilicaea setosa
Paracilicaea setosa là một loài chân đều trong họ Sphaeromatidae. Loài này được Mueller miêu tả khoa học năm 1995.